# Vera Lantratova
Vera Lantratova (Bakú, 11 de mayo de 1947-19 de abril de 2021) fue una jugadora de voleibol azerbaiyana que compitió por la Unión Soviética en los Juegos Olímpicos de 1968.
En 1968, formó parte del equipo soviético que ganó la medalla de oro en el torneo olímpico, en el que jugó en seis partidos. Con la selección, también ganó el Campeonato de Europa de 1967 y el Mundial de 1970.